# Flag !
Pour les articles homonymes, voir Flag.
FLAG! est une association française loi de 1901, reconnue d'intérêt général, dont l'objectif est de lutter contre toutes formes de discriminations envers les gays, les lesbiennes, les bisexuels et les transgenres au sein du ministère de l'Intérieur et du ministère de la Justice, mais également auprès de la population sollicitant ses services. Elle est créée à Paris par des policiers, le 9 septembre 2001. Son siège social est situé à Paris.
Le 6 décembre 2004, l'association change de nom pour FLAG ! Policiers gays et lesbiens, remplaçant ainsi la première dénomination de FLAG!, alors que l'usage mentionnait déjà « FLAG!, association des policiers gay et lesbiens ». Depuis le 1er mars 2010, le nouveau titre de l'association, déclaré au Journal officiel, est FLAG! (Policiers et gendarmes LGBT),. En 2019, le nom de l'association redevient FLAG! à la suite de l'extension du périmètre au Ministère de la Justice en 2018 et la base line devient "Intérieur et Justice LGBT+".
Le nom de l'association ne correspond pas à un sigle mais fait référence au drapeau arc-en-ciel, symbole LGBT, et l'apocope de « flagrant délit » (communément abrégé dans le jargon policier en « flag »).

## Histoire
Deux raisons fondamentales expliquent la création de FLAG![réf. nécessaire] :
- La création du Pacte civil de solidarité (PACS). Celui-ci représente une avancée pour les couples d'homosexuel(le)s mais crée de nouvelles discriminations. Le texte instituant le PACS ne prévoit rien en matière de droits sociaux et c'est dans ce cadre que plusieurs associations dans le monde du travail CGay (pour Canal +), Gare ! (pour la SNCF), Homobus (pour la RATP) et 3HVP (pour la Ville de Paris) vont voir le jour.
- L'homophobie réelle ou supposée ressentie par nombre de policiers dans leurs services.

Le fait que des policiers, incarnation de l’ordre social, osent afficher leur orientation sexuelle et dénoncer les discriminations dont ils sont victimes apparaît comme une transgression majeure à l’obligation de réserve et au corporatisme qui prévalent dans cette administration.
À l'origine de l'association, deux policiers lancent un appel sur un site internet gay pour fédérer les policiers partageant leurs convictions. Après plusieurs rencontres, dix d’entre eux se rassemblent et fondent FLAG! En 2002, l'association accueille les gendarmes. Pour les fondateurs soumis au devoir de réserve, cette création vise avant tout à « briser l'isolement des policiers gays dans les commissariats ». Pour le président, « l'existence même de l'association devrait faire réfléchir les policiers qui tiennent des discours homophobes ». Elle repose sur des modèles anglo-saxons comme celles existant en Grande-Bretagne, aux États-Unis, au Canada ou en Allemagne. Les premiers adhérents viennent des bars gays où ont été placardées des affiches.
Les ministres de l'Intérieur, Daniel Vaillant puis Nicolas Sarkozy ne donnent pas suite aux sollicitations de FLAG!, notamment en matière d'affichage sur les panneaux associatifs internes. Alain Parmentier explique que « le ministère de l'Intérieur, prévenu à deux reprises de la création de FLAG!, n'a pas répondu aux courriers. Et la demande d'autorisation d'affichage sur les panneaux réservés aux associations internes à la police est « en attente d'une réponse officielle... qui est un peu longue à venir ». Pour l'association, l'exemple de certaines pratiques en Grande-Bretagne où les commissariats disposent de policiers capables de servir de relais pour recevoir des plaintes de victimes homosexuelles est un but à atteindre.
L'accueil des syndicats de police est mesuré et partagé entre une totale indifférence de la part du Snop, un encouragement de l'Unsa Police ou une hostilité explicite d'Alliance. Son représentant, le secrétaire général Jean-Luc Garnier dénonce : « C'est une forme de communautarisme contraire au principe d'intégration à la française de la police ». Moins d'un an après sa constitution, l'association dénombre 147 adhérents, dont près de 80 % sont franciliens. Selon FLAG!, c'est une démonstration « que son initiative répond à un besoin que les syndicats ne satisfaisaient pas. »
En 2003, en élargissant la qualité de membres affiliés, jusqu'ici réservée aux gendarmes, à l'ensemble des agents contractuels ou fonctionnaires, relevant d'administrations sous tutelle du ministère de l'Intérieur ainsi qu'aux agents de police municipale, FLAG! devient « l'association des gays et lesbiennes du ministère de l'Intérieur, de la sécurité intérieure et des libertés locales ».
Depuis l'assemblée générale du 7 octobre 2006, l'association dispose et ce, conformément à l’article 2-6 du Code de Procédure Pénale, de la capacité juridique de se porter partie civile dans des affaires d'homophobie, lesbophobie ou de transphobie visant des fonctionnaires de Police ou des militaires de la Gendarmerie nationale.
Depuis 2008, l'association ouvre ses portes, en tant que membres sympathisants, à la douane ou à la pénitentiaire. En 2009, l'association compte 450 adhérents, dont 80 % de policiers et 20 % de gendarmes. En 2011, l'association dénombre 500 adhérents et ouvre davantage ses portes aux policiers municipaux, pour qui l'association entend développer une formation aux LGBT-phobies.

## Historique
Cette section ne s'appuie pas, ou pas assez, sur des sources secondaires ou tertiaires indépendantes du sujet. Le texte peut contenir des analyses inexactes ou inédites de sources primaires.
Pour l'améliorer, ajoutez-en, ou placez des modèles {{Source secondaire souhaitée}} ou {{Source secondaire nécessaire}} sur les passages mal sourcés. (septembre 2023)
L'association FLAG! est créée le 9 septembre 2001 et rassemblaient 11 policiers dont 10 signèrent l'acte fondateur. En octobre 2002, face aux nombreuses demandes d’adhésions de gendarmes et à la suite de l’annonce par le ministre de l’intérieur de l’époque, Nicolas Sarkozy, de rapprocher la police et la gendarmerie, FLAG! modifie ses statuts et créé à leur intention le titre d’affilié, leur octroyant de facto le droit de vote et la possibilité d’intégrer le conseil d’administration de l’association. L’association porte dorénavant plusieurs revendications tant en matière de lutte contre l’homophobie qu’en matière d’égalité des droits auprès du ministère de la Défense. Le 3 novembre 2003, dans un communiqué de presse, l'association annonce l'élection d'un nouveau bureau marqué par le retour à la vice-présidence d'Alain Parmentier et par la décision de l'assemblée générale de porter au rang de priorité annuelle (2003/2004) une action marquée dans la lutte contre l'homophobie et pour la pénalisation de ses expressions. Elle annonce également avoir étendu la qualité de membres affiliés (créée spécialement pour les gendarmes en 2002).
En mars 2004, après la tentative d’homicide sur Sébastien Nouchet, FLAG! écrit au ministre de l’intérieur, Nicolas Sarkozy pour lui demander de pénaliser l’homophobie et de rappeler la nécessité pour les forces de police de poursuivre les infractions liées à l’orientation sexuelle. Le ministre de l’intérieur répond favorablement à l’association.
En septembre 2005, pour la première fois, FLAG! bénéficie d’un dossier de deux pages (18 & 19) dans le magazine du syndicat UNSA Police intitulé « FLAG! : Une association contre toutes les formes de discrimination. » Le président de l’époque, Alain Parmentier explique dans une tribune libre que les policiers homos « ne doivent pas devenir les boucs émissaires de leur brigade ou de leur hiérarchie. […] Plus nous serons à nous mobiliser, plus vite nous réussirons à stopper ces discriminations inadmissibles qui s'ajoutent aux difficultés de notre métier. » L’occasion pour FLAG! de diffuser sa campagne d’affichage contre l’homophobie dans tous les commissariats (l’UNSA Police étant majoritaire en 2005 avec 60 % des sièges) puisque comme l'indique son président, pour le moment, l'association n'a essuyé que des refus de la part de l'administration policière. Dans le journal, le syndicat indique « soutenir l'action et les principes défendus par l'association,.»
En 2006, devant la recrudescence des violences envers les homosexuels, FLAG! participe avec plusieurs associations dont Aides, Arcat, la Fédération des Centres LGBT, le RAVAD, SOS homophobie et le SNEG à la création début avril d’une cellule de crise. L'assemblée générale du 7 octobre 2006 approuve à l’unanimité la résolution permettant à l'association de se porter partie civile dans des affaires d'homophobie, lesbophobie ou de transphobie visant des fonctionnaires de Police ou des militaires de la Gendarmerie nationale, conformément à l’article 2-6 du Code de Procédure Pénale. Le 16 mai 2008, FLAG! participe au 3e congrès international anti-discrimination organisé par MANEO. Les échanges tourneront autour des expériences et des solutions concrètes pour protéger les homosexuels des injures et des agressions. Steeve Bouali, responsable de l'EGPA pour l'association a pu ainsi expliquer les actions de FLAG! envers les policiers notamment la formation de ces derniers, thème évoqué durant cette manifestation.
En mai 2009, plusieurs associations dont FLAG! soutiennent deux policiers municipaux de la ville de Cannes s'estimant victimes de discrimination en raison de leur homosexualité de la part de plusieurs de leurs collègues. Soutenu par Me Gilbert Collard, ils ont déposé plainte devant le Parquet de Grasse contre leur hiérarchie pour harcèlement moral.
Le 3 octobre 2009, l’assemblée générale modifie en profondeur ses statuts. Jusqu’à cette date, les gendarmes étaient membres affiliés de l’association et ne pouvaient disposer de plus de 3 sièges dans le conseil d’administration (article 10 de ses statuts) et ne pouvait siéger au bureau qu’au titre de correspondant affiliés (article 13 de ses statuts).
Dorénavant, à l’instar des fonctionnaires de police (élèves, stagiaires ou titulaires, retraités), les adjoints de sécurité adjoints de sécurité et les cadets de la République, les militaires, les élèves, les retraités de la Gendarmerie Nationale et les gendarmes adjoints deviennent membres actifs. Ils peuvent donc siéger pleinement à tous les postes du conseil d’administration et du bureau. L’assemblée générale permet également aux policiers municipaux de devenir membres affiliés. Le 20 janvier 2011, dans un article paru dans le journal Têtu, le président de FLAG! Ping François, donne quelques conseils sur la déposition au commissariat ou en gendarmerie. Le 30 janvier 2011, FLAG! participe au salon LGBT de Lille. Le président de l'association, Ping François donne une interview radio pour la voix du Nord. Le 10 février, le président Ping François participe avec la déléguée régionale de la HALDE Marisa Lai-Puiatti, le président du Collectif Homoboulot Philippe Chauliaguet, le président de l’Autre Cercle Rhône-Alpes Didier Bagnolini et le syndicaliste CGT Cheminots Laurent Brun a une émission radio Pluriel sur le thème les discriminations liées aux orientations sexuelles. Le 26 mai, après la parution du premier baromètre du Comité IDAHO mesurant le degré d’implication du gouvernement dans la lutte contre l’homophobie et la transphobie dans différents ministères, FLAG! regrette par communiqué de presse l'empressement du Comité à décerner un tel satisfecit au ministère de l'Intérieur alors que « Flag ! rencontre le plus grand mal à se faire entendre ». L'association rappelle qu'elle revendique depuis de nombreuses années les mêmes revendications : formation initiale et continue contre l’homophobie et la transphobie dans la Police nationale et la Gendarmerie Nationale, mise en place un état statistique concernant les agressions à caractère homophobe, lesbophobe ou transphobe, mise en place de référents homophobie dans tous les commissariats, modification du règlement général d'Emploi de la Police nationale. Le Comité IDAHO justifiait le classement du ministère de l'intérieur par les promesses de la Place Beauvau à engager plusieurs mesures comme «la mise en place d’une enquête nationale sur les violences homophobes en France, un plan de formation contre l’homophobie et la transphobie pour les policiers, la mise en place de référents homophobie dans tous les commissariats de France et enfin la mise en place d’une cellule contre la violence. »
Le 15 septembre, FLAG! et une dizaine d'associations LGBT sont reçus par Dominique Baudis, nouveau Défenseur des droits pour une présentation de la nouvelle institution remplaçant la HALDE. L'occasion pour les associations LGBT présentes d'évoquer les attentes en matière de lutte contre les discriminations.
Le 8 octobre, se tient l'assemblée générale de l'association. Un nouveau conseil d'administration est élu comprenant pour la première fois un avocat de formation et un policier municipal. L'association entend développer une sensibilisation à l'homophobie à l'intention des policiers municipaux. Le communiqué est repris par le syndicat national des policiers municipaux (SNPM).
En avril 2012, en pleine campagne présidentielle, FLAG! interroge les candidats concernant les problématiques d'homophobie, de lesbophobie et de transphobie au sein de la police et de la gendarmerie nationales et notamment leur volonté ou non d'instaurer un cours de sensibilisation à l'homophobie dans les écoles de police, de mettre en place de policiers et gendarmes référents formés pour recevoir les victimes d'homophobie, lesbophobie et transphobie dans les commissariats et unités de gendarmerie les victimes. L'association leur demande également si une fois élu, il souhaite instaurer comme pour les agressions racistes ou antisémites un état statistique sur les violences à caractère homophobes. Sur le plan social, FLAG! demande aux candidats de modifier les textes concernant la réversion retraite et invalidité qui ne peuvent être attribués au partenaire survivant pacsé. Enfin, FLAG! interpelle les candidats pour que soit modifié les termes de congé maternité et paternité afin de ne plus « léser les couples et parents homosexuels ». Le 15 mai, le ministère de l'Économie et des Finances invite FLAG! autour d'une table ronde pour une présentation de ses actions et échanger sur les points communs et différences entre la police et le ministère de l'économie et des finances. Le 16 juin, FLAG! participe à la Marche des Fiertés de Lyon pour dénoncer une décision discriminatoire du Directeur Départemental du Rhône. Dans un communiqué, l'association dénonce « un recul social doublé de discrimination est inacceptable ». FLAG! obtiendra le soutien et la présence de deux associations homoparentales comme l’APGL de Lyon et les Enfants d’Arc en ciel en défilant derrière des poussettes au couleur du drapeau français. Le 1er juillet, FLAG! est élu au Conseil d'Administration du Centre LGBT Paris-Île-de-France. En intégrant ce Conseil d'Administration, FLAG! élargit sa présence dans les Centre LGBT où l'association est implantée. Ainsi, FLAG! est administrateur depuis 2007 à l'EGIDE (Lille) ou le Centre LGBT de Nantes depuis 2011.
En octobre, FLAG! participe à deux des six groupes de travail lancés par la Ministre des droits des femmes, Madame Najat Vallaud-Belkacem sur les politiques de l’égalité (lutte contre les discriminations dans l’emploi, promotion des bonnes pratiques) et sur la lutte contre les violences faites aux personnes LGBT (prévention, poursuite des auteurs, accompagnement des victimes). L’association présente pour l’occasion deux contributions,. La mission de FLAG!, confiée par le premier ministre Jean-Marc Ayrault, étant de coordonner le travail gouvernemental contre les discriminations et violences homophobes, lesbophobes et transphobes. Le 13 octobre, à l’occasion de son assemblée générale, le ministre de l’intérieur, Manuel Valls et le directeur général de la police nationale, Claude Baland sont pour la première fois représentés, en la personne de madame Isabelle Guilloteau, conseillère sociale auprès du DGPN. Dans son communiqué de presse, FLAG! indique qu’en réponse à son président et aux demandes répétées de l'association, Madame Guilloteau a fait part de la décision du ministre d’accorder les congés parentaux comme les congés naissance ou les gardes enfant malade aux familles homoparentales en attendant qu’une loi soit promulguée. Dans son communiqué de presse, FLAG! annonce qu’elle « saisira désormais directement le ministère pour chaque refus de la hiérarchie d’accorder des congés naissance à nos collègues homosexuels » Dans son communiqué de presse, FLAG! précise que la représentante du ministre a annoncé d’autres mesures répondant aux revendications de l’association comme « l'engagement de tout mettre en œuvre en vue de l'obtention par le ministère de l'Intérieur du label diversité », qui impose des pratiques exemplaires en matière de diversité et de lutte contre les discriminations ou l’autorisation du port de la tenue d’uniforme en Europe lors des conseils d’administration et symposiums de l’European Gay Police Association. Enfin, FLAG! ajoute que le ministère s’engage à une « meilleure application de la note autorisant l’association à bénéficier d’un panneau d’affichage dans tous les services de police ». Le 1er décembre, à l'occasion de la journée mondiale de lutte contre le sida, FLAG! reprend à son compte le slogan « Objectif : zéro » en demandant qu'il n'y ait plus de discrimination au ministère de l’intérieur pour les policiers et gendarmes séropositifs. FLAG! réalise une grande campagne de sensibilisation aux IST et en la distribution de préservatifs dans plusieurs services de police et de gendarmerie (commissariats parisiens, Compagnie républicaine de Sécurité et École de Police). Le 10 avril 2013, FLAG! adresse à Manuel Valls, ministre de l'Intérieur, une lettre ouverte dans laquelle elle dénonce la remontée des actes à caractère homophobe et transphobe. FLAG! demande que les effectifs de Police et de Gendarmerie soient aux côtés du public LGBT victimes de ces agressions. Le 17 mai, FLAG! organise pour la première fois une action de sensibilisation auprès des élèves commissaires de police à l'École nationale supérieure de la Police. L'association propose plusieurs autres actions comme à la DOPC à Paris ou au sein de la police municipale de Marseille. Le 29 juin, disposant d'un véhicule aux couleurs de l'association, FLAG! participe comme chaque année à la Marche des Fiertés de Paris. Le 20 juillet, FLAG! participe à la Marche de l'Europride de Marseille, composée d'une vingtaine de chars. Le 28 octobre 2013, FLAG! accueille pour la première fois le conseil d'administration de l'European Gay Police Association, fédération européenne des Policiers LGBT en Europe.
Le 8 février 2014, FLAG! communique, pour la première fois, lors de son assemblée générale, les chiffres officiels des actes homophobes et transphobes commis en France et relevés par la Police nationale. 253 faits auraient ainsi été enregistrés. Le 17 mai est lancée au sein de la Gendarmerie Nationale et de la Police nationale une campagne d'affichage contre l'homophobie intitulée « Mettons l’homophobie à l’amende... », cette campagne, soutenue par le ministère de l'Intérieur a été diffusée également sur les réseaux sociaux du ministère de l'intérieur. Pour la première fois également, une association militante proposait une action de sensibilisation au sein même de l'institution gendarmerie nationale, en l'occurrence la Direction Générale de la Gendarmerie Nationale. L'association diffusait dans le même temps un procès-verbal recensant l'ensemble des infractions du code pénal relatives à l'homophobie et la transphobie. L'objectif étant d'améliorer la prise en compte de ce type de délinquance lors du recueil des plaintes. Le 7 février 2014, pour la seconde année consécutive, les chiffres de l'homophobie et de la transphobie recensés par la Police nationale et la Gendarmerie nationale ont été communiqués par FLAG! à l'issue de son assemblée générale. Ils présentent une forte hausse puisque 1181 faits ont été relevés. La Police nationale enregistre en 2014 la plus forte hausse avec 618 infractions contre 253 en 2013 tandis que la gendarmerie comptabilise 563 faits en 2014 contre 463 en 2013. FLAG! annonce qu'en zone gendarmerie, 90 % d'entre eux relèvent de la loi de la presse.
Le 20 avril 2017, l'un de ses militants, le gardien de la paix Xavier Jugelé, trouve la mort en service lors d'un attentat aux Champs-Élysées
En 2018, l'association FLAG! accueille pour la première fois la conférence européenne du réseau de policiers European LGBT Police Association qu'elle a co-fondé en 2004 à Amsterdam. Cette conférence réunissait près de 200 policiers issus de 16 pays européens ainsi qu'un policier venu des États-Unis et du Canada, prochain pays organisateur de la conférence Police/Justice LGBT en 2019 à Toronto. Ces conférences visent à améliorer les réponses policières et judiciaires aux crimes de haine anti LGBT, combattre les préjugés des LGBT envers la police et rapprocher les personnes LGBT de leur police, Le 17 mai 2019, à l’occasion de la Journée internationale de lutte contre l’homophobie et la transphobie, la police nationale met en place une permanence bimensuelle d’accueil et de conseil animé par FLAG! au sein de l’hôtel de police. Une approche différente de celle mise en place à Marseille puisque l'animation de cette permanence est associative mais soutenue par la Direction Départementale de la Sécurité Publique de la Gironde. Le 7 octobre 2019, un officier de liaison LGBT s'installe à la Préfecture de Police de Paris couvrant l'ensemble des commissariats de Paris, des Hauts-de-Seine, de Seine-Saint-Denis et du Val-de-Marne,.
Entre 2019 et 2023, plusieurs projets d'envergure ont été lancés dont :
- le projet #SignalementFLAG! permet aux victimes de LGBTphobies de pouvoir faire un signalement et ainsi permettre de dresser une cartographie de ces violences ainsi qu'une étude annuelle sociologique en partenariat avec le Fondation Jean Jaurès et un conseil scientifique. Ce rapport est adressé aux différentes autorités françaises.
- le projet #EnLieuSûr permet de labéliser des lieux publics (commerces, administrations, etc ...) qui garantissent un accueil bienveillant et sans discrimination en particulier sur les questions LGBT+. Ces lieux ont aussi pour missions de recueillir les victimes afin de les orienter les services d'urgence compétents.
Les différents périmètres de l'association se sont également développés avec notamment la première convention avec le Ministère de la Justice ainsi que la première convention couvrant l'ensemble du Ministère de l'Intérieur et la première convention avec la Direction Générale de la Sécurité Civile et de la Gestion des Crises inscrivant ainsi l'action de FLAG! auprès de l'ensemble des pompiers de France.
Sur la question du VIH, FLAG! a obtenu en décembre 2022 la fin de l'exclusion systématique des personnes vivant avant le VIH de la Police Nationale et en mai 2023 pour l'ensemble des militaires dont les militaires de la Gendarmerie Nationale.
Début 2022, constatant que le sujet des violences conjugales dans les couples LGBT+ ne sont absolument pas traité par les pouvoirs publics, FLAG! souhaite que ce sujet soit étudié pour mieux accompagner les victimes mais également améliorer la prise en charge de ces publics par les policiers et les gendarmes. En avril 2022, FLAG! décide alors de prendre Emeric FRIEDMANN en thèse CIFRE pour traiter ce sujet et apporter entre autres des réponses tant d'un point de vue théorique que pratique.
Dans les mois qui suivent, une partie des adhérents met en cause un problème de centralisation excessive du pouvoir et de dégradation de la représentativité démocratique au sein de FLAG!. L'assemblée générale de mai 2023, qui vise à remplacer des postes de vice présidents élus mais ne représentant pas tous les périmètres de l'association, par la désignation d'un référent par périmètre métier par le conseil d'administration élu afin de garantir la présence d'un sachant "métier" à ses côtés pour le conseiller. Cette proposition soulève de nombreux désaccords et est déclarée invalide. Une partie des adhérents dont des membres fondateurs souhaitent un retour aux origines de FLAG!.
Trois semaines plus tard, au cours d'une seconde assemblée générale à laquelle participent de nombreux adhérents, deux membres historiques de FLAG! perdent leurs postes au conseil d'administration.
Après la découverte par des adhérents de la possession par Johan Cavirot d'une entreprise mentionnant FLAG!, le Ministère de l'Intérieur et le Ministère des Armées comme des structures lui faisant confiance pour animer des formations sans l'accord préalable des deux ministères ni de l'association FLAG!, Johan Cavirot était poussé au départ de la présidence et du conseil d'administration en août 2023, officiellement pour des raisons de santé . Si l'existence de l'entreprise ne posait aucun problème juridique, d'autres membres de l'association disposent également d'une société pour faire des formations, le lien entre son entreprise et l'apposition de logos pouvait lui poser des questions notamment sur les risques de conflit d'intérêts. Les adhérents de l'association n'ont eu aucune connaissance d'une telle activité commerciale et du conflit d'intérêts.
En août 2023, Michel Leguéret, candidat proposé par Johan Cavirot , est élu président de l'association par le conseil d'administration de FLAG!. Des adhérents découvrent alors sa proximité avec l'extrême droite : il a dirigé l’Alliance Souverainiste de l’Estuaire de la Rance, une organisation qui regroupe d'anciens membres du Front national, et il a participé à l'organisation de la venue d'Éric Zemmour à Pleurtuit, en Ille-et-Vilaine, en 2021. Cette élection suscite un tollé. Michel Leguéret démissionne de ses fonctions de président et d'administrateur quelques jours plus tard.
Fin août 2023, Vanessa RICOUL est élue présidente de l'association ,.

## Activités

### Action juridique
Depuis sa création, l'association travaille et milite contre les discriminations sur les droits sociaux entre les couples mariés et pacsés.
FLAG! porte plusieurs revendications portant sur l'égalité des droits dans le monde du travail. Ainsi, l'association se bat pour que les couples pacsés puisse bénéficier de la réversion retraite ou invalidité. FLAG! est souvent amené à être une source d'informations et de conseils envers ces couples mais également envers les organisations syndicales.
FLAG! est également membre du Comité LGBT du Défenseur des Droits,.

### Santé
L'association participe tous les ans à la journée mondiale de lutte contre le sida et depuis sa création, à la journée mondiale contre l'homophobie et la transphobie.
Concernant le VIH, l'association bénéficie du soutien des deux mutuelles de la Police nationale : La Mutuelle générale de la police (MGP) et d'Intériale Mutuelle ainsi des mutuelles MMJ et UNEO. Ces mutuelles fournissent notamment l'association en préservatifs aux couleurs de leur mutuelle et de celles de l'association ,,.

## Présidents
- Alain Parmentier, du 9 septembre 2001 à mars 2003
- Olivier Maignant, d'avril 2003 à octobre 2004
- Guillaume Arnaud, d'octobre 2004 à juin 2005
- Alain Parmentier, de juin 2005 à octobre 2007
- Jérôme Vicart, d'octobre 2007 à novembre 2009
- Stéphane Assayag, de novembre 2009 à janvier 2010
- François Ping, de janvier 2010 à octobre 2011
- Mickaël Bucheron, d'octobre 2011 à octobre 2019
- Johan Cavirot, d'octobre 2019 à août 2023
- Michel Legueret, d'août 2023 à août 2023, 4 jours [69],[70]
- Vanessa Ricoul, depuis août 2023 à septembre 2024
- Quentin Makhzani, depuis septembre 2024 à avril 2025
- Pierre Picavet, depuis mai 2025

## Revendications et actions principales

### Les affaires d'homophobie
Les cas présentés sont ceux emblématiques des combats de FLAG! contre l'homophobie.

#### Injures homophobes
La première grosse procédure dans laquelle FLAG! s'est engagée[réf. nécessaire] est celle visant des injures homophobes d'un policier contre un autre policier. Ce collègue, adhérent de FLAG! retrouve son casier recouvert d'injures à caractères homophobes après qu'un collègue l'a vu participer à une marche des fiertés.
Une enquête est alors diligentée par l’Inspection générale des services et permet d'identifier un suspect, qui se trouve être un collègue de la victime. Finalement, l'affaire est jugée en audience le 13 octobre 2004, au TGI de Paris, après une citation directe pour outrage à personne dépositaire de l’autorité publique puisqu'aucun texte ne pénalise à cette époque les propos homophobe.
Dans cette affaire, le président de l'association déplore « à ce jour, le ministère de l’intérieur n’a jamais répondu à nos demandes d’information concernant la suite administrative réservée à cette affaire et en particulier l’éventualité d’une poursuite et d’une sanction disciplinaire contre ce fonctionnaire dont l’attitude était pourtant qualifiée par Monsieur Sarkozy, alors ministre de l’Intérieur, d’« inacceptable tant sur le plan pénal que déontologique[réf. nécessaire]. » »
Finalement, le 3 novembre 2004, la 10e chambre correctionnelle du tribunal de grande instance de Paris condamne de telles insultes. Le policier auteur des faits écope de 5 500 euros d’amende avec sursis et de 4 500 euros de dommages-intérêts. Le tribunal n'a pas suivi le réquisitoire plus sévère du procureur qui demandait six mois d’emprisonnement avec sursis et 1 500 euros d’amende. Le policier obtient de ne pas voir figurer cette condamnation dans son casier judiciaire. Selon Olivier Maignant, FLAG! suit en 2011 une quinzaine d'affaires d'homophobie en cours. Pour lui, « certains policiers craignent que l’homosexualité d’un collègue «jette le discrédit sur la fonction de policier, car pour certains, un collègue gay semble représenter un danger pour leur identité». De plus, les hiérarchies sont souvent enclines à étouffer ce type d’affaires ».
Dans son communiqué de presse, Olivier Maignant déclare que « cette affaire illustre une fois encore l’utilité manifeste d’une loi pénalisant expressément les écrits à caractère homophobe terreau de l’homophobie quotidienne, pourtant tant de fois promise par le législateur et le gouvernement. »

#### Affaire avec le directeur de la Marne
Le 12 mai 2006, un directeur départemental de sécurité publique, Patrick Bouchareu, compare, dans un entretien avec des responsables de FLAG!, l’homosexualité avec la zoophilie : « le directeur a ainsi expliqué que peu lui importait qu'un fonctionnaire aille voir les hommes, les femmes ou les animaux, cela reste dans le cadre de leur vie privée. »
L'association rédige une lettre ouverte dont le ministre de tutelle est également destinataire, afin d'exprimer toute sa consternation et son indignation, ciblant la méconnaissance du directeur et la souffrance des effectifs sous ses ordres.

### Officier de liaison LGBT et service dédié LGBT
Considérant la réticence et l'appréhension des victimes LGBT à déposer plainte, redoutant refus de plainte, remarques désobligeantes et non prise en compte du caractère aggravant des actes à caractère homophobe et transphobe, FLAG! milite depuis le début des années 2010 pour la création d'un service destiné à l'accueil des victimes LGBT ou l'installation d'officier de liaison LGBT. Une démarche qui prend corps désormais au commissariat de Marseille depuis mars 2019, et au sein de la Préfecture de police (Paris) depuis octobre 2019 par son ancien président Mickaël BUCHERON,,,;

### Service d'accueil et de conseil LGBT
Le 17 mai 2019, à l’occasion de la Journée internationale de lutte contre l’homophobie et la transphobie, la police nationale met en place une permanence bimensuelle d’accueil et de conseil animé par la délégation régionale de FLAG! au sein de l’hôtel de police de Bordeaux. Cette permanence est une démarche associative mais dispose du soutien de l'institution policière du département puisque cet accueil est organisé au sein même du commissariat et la Direction Départementale de la Sécurité Publique de la Gironde.

### Campagne d'affichage contre l'homophobie
En 2007, FLAG! élabore des affiches à destination des gendarmeries. Le projet d'affiche montre deux gendarmes dans leur vestiaire avec une photo de leur partenaire respectif (un homme et une femme). L’association souhaite « mettre en évidence que tout gendarme est un militaire, le fait d’être homosexuel ou hétérosexuel ne relevant que de la stricte intimité et de la vie privée. » En 2011, Cette campagne d'affichage n'est toujours pas lancée mais a fait l'objet d'une relance lors d'une audience au ministère le 29 décembre 2011.
Le 17 mai 2014, à l'occasion de la journée mondiale de lutte contre l'homophobie, FLAG! lance, avec le soutien du ministère de l'Intérieur, une campagne d'affiche nationale contre l'homophobie intitulée « Mettons l’homophobie à l’amende... »,. Relayée sur l'intranet et les réseaux sociaux par la direction générale de la Police nationale et la Direction générale de la gendarmerie nationale, cette campagne a été diffusée dans les services de police et de gendarmerie. Sur l’affiche, rien ne différencie les deux fonctionnaires, si ce n’est le sexe de leur bien-aimé dont la photo est épinglée sur la porte du casier.

### Module de sensibilisation à l'homophobie

#### Dans la police nationale
Pour FLAG!, sensibiliser et informer les policiers de la législation visant l'homophobie est fondamentale. Ainsi, après avoir rencontré Christine Le Doaré, la présidente de l'association SOS homophobie, concepteur initial du module de sensibilisation sur l'homosexualité et l'homophobie, FLAG! reprend à son compte le projet. L'association se charge de le réactualiser en le retravaillant et en l'adaptant aux besoins des policiers. FLAG! présente son projet à plusieurs directions du ministère de l'intérieur, mais peine à entraîner une dynamique. Dans un article paru en 2008 dans le journal Têtu, le président de FLAG!, Alain Parmentier, indique que « le directeur de cabinet de Nicolas Sarkozy nous a reçus sans que les choses avancent vraiment, Et, quand, en 2003, Dominique de Villepin l’a remplacé au ministère de l’Intérieur, on a trouvé porte close. Lors du retour de Nicolas Sarkozy Place Beauvau, les choses se sont débloquées via la Direction de la formation de la police nationale [DFPN]. »
Ce module se présente comme un cours interactif de deux heures, présentant plusieurs cas concrets mettant en jeu l'homosexualité et l'homophobie. Son objectif est d'engager une discussion entre les élèves et les formateurs, et à rappeler « la déontologie policière et de la législation en vigueur. » Une documentation est également remise à l'issue du cours. La DFPN s'engage à mettre en place ce module de formation dès février 2006 pour la formation initiale des gardiens de la paix. L'association indique alors que « ce module aura également pour effet, nous l'espérons, de réduire en interne, les situations dans lesquelles beaucoup de policiers sont encore victimes d'actes ou de propos homophobes de la part de leurs collègues et/ou de leur hiérarchie. »
La première promotion devant bénéficier d'une sensibilisation s'en voit dispensée, ce qui fait réagir FLAG! en mai 2006 : « On nous a menés en bateau. La lutte contre l'homophobie est noyée dans les instructions sur la déontologie, alors qu'il y a des cours spécifiques contre le racisme par exemple. On nous a laissé faire des annonces en espérant qu'on lâcherait l'affaire ensuite. Ce n'est pas notre genre. »
Interrogé par le journal Têtu[réf. souhaitée], le directeur de la formation de la police nationale, Bertrand Michelin, confirme qu'un module spécifique contre l'homophobie ne sera pas mis en place et précise que « l'homophobie est intégrée à toutes les discriminations lors des cours sur la loi. On rappelle aussi le code de déontologie. » Il précise également craindre une focalisation sur une discrimination particulière.
Luc Ferrand, Directeur juridique de la Halde explique dans le journal Têtu que la Halde travaille en partenariat avec FLAG! pour sensibiliser les policiers aux différentes discriminations en proposant un kit de procédures face aux violences homophobes.
Aujourd'hui, aucune formation spécifique sur l'homophobie n'est dispensée au niveau national dans les écoles de police française[réf. souhaitée]. La DRCPN (ex DFPN) laisse les directeurs d'école libres de mettre en place une telle formation. FLAG! participe depuis plusieurs années à la sensibilisation à l'homophobie dans plusieurs écoles de police, comme celle de Roubaix en 2010. La position de la France sur une sensibilisation particulière à l'homophobie est donc différente de celle d'autres pays, notamment européens. Bruxelles a par exemple mis en place en 2011 une campagne de sensibilisation avec formation des policiers. La police de Toronto réalisait déjà une sensibilisation à l'homosexualité dès 2004.
Dans une interview au journal Têtu, le président Mickaël Bucheron, regrette que la police nationale n'est pas avancée sur ce terrain et annonce avoir relancé le ministère de l'intérieur sur cette formation pour l'ensemble des effectifs et de tous grades.

#### Dans la gendarmerie nationale
Après avoir présenté le module de sensibilisation sur l'homosexualité et l'homophobie au ministère de l'intérieur, FLAG! développe une version à destination exclusive de la gendarmerie, au début d'année 2006. Le ministère de la Défense poursuit cette démarche, et communique sa politique en matière de lutte contre l'homophobie via son intranet et à tous ses effectifs.

### Avancées sociales pour les gendarmes
En 2007, FLAG! transmet un dossier complet de ses revendications lors d'un entretien avec le cabinet du ministre de la défense, Michèle Alliot-Marie. À la suite de cette rencontre, FLAG! obtient plusieurs grandes avancées en matières de droits sociaux pour les gendarmes pacsés et de lutte contre l'homophobie à l'endroit des gendarmes.
Le ministère répond favorablement aux demandes de FLAG! en matière d'égalité de traitement entre couples mariés et partenaires liés par un Pacs. La gendarmerie ne réserve plus la prise en compte des frais de déménagements qu'aux seuls couples mariés ou même aux célibataires mais l'étend à l'ensemble de ses personnels. Néanmoins, la gendarmerie impose un délai de trois ans de PACS pour pouvoir prétendre à ce droit social,.

### Policiers et Gendarmes référents
L'association revendique depuis de nombreuses années la mise en place de policiers et gendarmes référents sensibilisés et formés au discriminations LGBT-phobes. Cette mesure, permettrait selon l'association, de mieux prendre en compte les victimes, faciliter les dépôts de plainte. Il s'agit d'une pratique déjà en vigueur dans certains pays anglo-saxons.
Cette demande n'a jusqu'à présent jamais pu avancer.

### Journée mondiale contre l'homophobie
Le 17 mai 2011, FLAG! distribue avec l'association SOS Homophobie un tract dont le slogan est « depuis 10 ans, la lutte contre l'homophobie se fait aussi de l'intérieur. »
Le 17 mai 2014, dans le cadre de la journée mondiale de lutte contre l'homophobie, FLAG! intervient dans plusieurs commissariats de police et pour la première fois au sein de la Direction générale de la gendarmerie nationale à Issy-les-Moulineaux. L'association relaie sur le terrain sa campagne d'affichage soutenue par le ministère de l'Intérieur et diffuse un procès-verbal de synthèse relevant l'ensemble des infractions commises en raison de l'orientation sexuelle et de l'identité de genre. Ce document récapitule tous les codes permettant de qualifier la nature de l'infraction.

### Logiciel ARDOISE

#### Enjeux
Le logiciel ARDOISE (acronyme d’« Application de Recueil de la Documentation Opérationnelle et d’Informations Statistiques sur les Enquêtes »), expérimentée depuis 2007 dans plusieurs services de police, fait l'objet de critiques virulentes de la part des associations LGBT. Les associations y dénoncent[réf. nécessaire] une atteinte aux libertés individuelles devant la possibilité pour les policiers de préciser dans une procédure judiciaire si la victime, le plaignant, le témoin ou l'auteur sont homosexuel, transgenre, travesti, personne se livrant à la prostitution, relations habituelles avec personne prostituée, personne atteinte de troubles psychologiques, handicapé, sans domicile fixe, permanent syndical, usagers de stupéfiants. Ces caractéristiques figurent dans un thésaurus nommé « État de la personne. »
FLAG! s'inquiète de ce projet de logiciel comportant selon l'association une liste discriminatoire. Dès le 22 octobre 2007, FLAG! écrit un courrier[réf. nécessaire] à la ministre de l'intérieur, Michèle Alliot-Marie, dans lequel l'association indique « redouter que cette base puisse un jour servir à effectuer un listage comportant les noms et les coordonnées des individus identifiés comme étant homosexuels, transsexuels ou alcoolique. » Pour FLAG!, ce champ n'a pas vocation à prendre en compte les évolutions législatives récentes en matière de lutte contre l'homophobie puisque pour l'association, il n’est nullement utile d’être homosexuel, par exemple, pour être victime d’agression ou d’injure liée à l’orientation sexuelle. Dans son courrier, FLAG! ajoute « Les personnels du Ministère ayant travaillé sur ce logiciel ont jugé que préciser l’orientation sexuelle ou l’identité de genre d’une personne étaient moins grave que de préciser la couleur de peau ou ses croyances religieuses. Pour FLAG!, il s’agit de libertés individuelles et cela relève du domaine privé ; ces précisions n’ont, selon nous, pas à faire l’objet d’insertion dans un logiciel police. » D'autres association s'emparent à leur à tour de ce potentiel fichage comme le Collectif Contre l’Homophobie (CCH).
FLAG!, les Oubliées de la mémoire et le Collectif Contre l’Homophobie saisissent donc la Commission nationale consultative des droits de l'homme, la Haute autorité de lutte contre les discriminations et la Commission nationale de l'informatique et des libertés (CNIL). À son tour, l'Union Nationale des Associations de Lutte contre le Sida (UNALS), adresse un courrier à la ministre pour demander un arrêt immédiat de l’application de ce logiciel. Pour l'UNALS, « un tel dispositif constitue une atteinte flagrante aux libertés individuelles et à la vie privée. Par ailleurs, parce qu’il peut conduire à la constitution de fichiers catégoriels, il nous semble permettre de graves dérives discriminatoires. » Le courrier est cosigné par plusieurs associations LGBT comme FLAG!, l'Inter-Lgbt, ELCS, le Sidaction, Act Up-Paris, le Centre Lesbien Gai Bi et Trans IDF, les « Oublié(e)s » de la Mémoire, le RAVAD, Homosexualités et socialisme, le Collectif Homoboulot, la Coordination Inter pride France et plusieurs personnalités comme Pierre Bergé ou Louis-Georges Tin.
La médiatisation de cette affaire incite Alex Türk, président de la CNIL, à écrire à la ministre de l’Intérieur Michèle Alliot-Marie pour lui demander des précisions sur l’utilisation de ces catégories policières (concernant les orientations sexuelles des individus ainsi que leur état de santé ou leur origine ethnique) et pour lui rappeler qu’un tel dispositif de traitement de données sensibles devait impérativement faire l’objet d’un décret en Conseil d’État pris après avis de la CNIL Le président de FLAG!, Jérôme Vicart explique : « On ne comprend pas la nécessité de ces catégories dans Ardoise, au chapitre État civil, puisque plus loin, à l'endroit où est qualifiée l'infraction, les circonstances aggravantes d'homophobie peuvent être mentionnées. » Dans son communiqué, FLAG! demande la modification du logiciel et d'être reçue par sa ministre,.
Le 22 avril 2011, la ministre annonce qu'elle suspend « la phase de test d'expérimentation en cours de ce logiciel. » Elle « a entendu les craintes qui se sont manifestées,,,. »

#### Positions syndicales
Les points de vue divergent sur le plan syndical, l'UNSA Police souhaite « que certains renseignements de cette rubrique soient exclus du logiciel » en raison de leur caractère discriminatoire et du fait qu’ils ne sont pas indispensable à la rédaction d’une procédure, le syndicat se déclarant « attachée au respect de la vie privée ».
Alliance Police nationale considère ce nouvel outil informatique comme « une avancée dans la gestion quotidienne des procédures par un traitement plus efficace et plus rapide des infractions. Il permettra également un taux d’élucidation encore plus important. » Pour autant, le syndicat émet un bémol en demandant que le logiciel soit « en conformité avec les éventuelles recommandations de la CNIL et n’amène[...] pas à un usage discriminatoire. » Dans un autre journal, le syndicat fait évoluer sa position en indiquant que « le logiciel ne doit pas remettre en cause les droits fondamentaux des personnes et mettre en porte-à-faux les policiers. Il s'agit d'une version provisoire et il exige qu'elle soit améliorée afin que certaines indications [...] n'amènent pas à un usage discriminatoire. »
Chez les officiers, Synergie-Officiers déclare « ne pas être choqué et s’étonne de la polémique stérile créée artificiellement sur les mentions concernant les orientations sexuelles des protagonistes ou victimes d’infractions. » Pour ce syndicat, « on ne peut reprocher au service public de la sécurité que les victimes d’actes relevant de l’homophobie par exemple, reçoivent un début de prise en compte de leur souffrance. En effet, ce logiciel permettrait en somme de répondre à l’attente de nombreuses associations qui dénoncent le défaut de reconnaissance du caractère discriminatoire de certaines infractions. »
À l'inverse, le SNOP (premier syndicat chez les officiers) « s'élève contre « les petites cases » du nouveau logiciel « Ardoise » qui pousseront les policiers à ficher les témoins et les plaignants comme « transsexuels », « handicapé » ou « homosexuel ». »

#### Ardoise devient LRPPN
Le logiciel Ardoise, suspendu en 2008, devient le LRPPN qui devrait devenir opérationnel à la fin de l'année 2011. Il a fait l'objet d'un décret du ministère. À la différence de la version de 2008, l'état de la personne ne mentionne plus les données personnelles comme l'orientation sexuelle. Toutefois, comme le prévoit le décret, ce logiciel « peut enregistrer des données à caractère personnel de la nature de celles mentionnées au I de l'article 8 de la loi du 6 janvier 1978 susvisée, dans la stricte mesure où ces données sont nécessaires à la poursuite des finalités définies au premier alinéa » Cet article 8 interdit la collecte ou le traitement des données à caractère personnel faisant apparaître, directement ou indirectement, les origines raciales ou ethniques, les opinions politiques, philosophiques ou religieuses ou l'appartenance syndicale des personnes, ou qui sont relatives à la santé ou à la vie sexuelle de celles-ci. Ces données sont conservables pour une durée de 5 ans maximum.

### Logiciel EDVIGE

#### Contexte
Le journal Têtu révèle la mise en place du logiciel Edvige (Exploitation documentaire et valorisation de l'information générale) dans le courant de l’année 2008. Ce logiciel permet de collationner des données sensibles notamment sur la santé ou la vie sexuelle des Français. Ainsi, l’homosexualité ou la sérologie d’une personne pourra être enregistrées.
Le décret no 2008-632 du 27 juin 2008 prévoit dans son article 1er que ce logiciel a vocation de « centraliser et d'analyser les informations relatives aux personnes physiques ou morales ayant sollicité, exercé ou exerçant un mandat politique, syndical ou économique ou qui jouent un rôle institutionnel, économique, social ou religieux significatif, sous condition que ces informations soient nécessaires au Gouvernement ou à ses représentants pour l'exercice de leurs responsabilités ».
L’article 2 inquiète particulièrement FLAG! et les associations LGBT dans leur ensemble[réf. nécessaire] puisqu’il prévoit d’enregistrer dans ce traitement toutes les personnes physiques âgées de treize ans et plus et d’y inclure le comportement des personnes et les « données relatives à l'environnement de la personne, notamment à celles entretenant ou ayant entretenu des relations directes et non fortuites avec elle. »
La parution de ce décret surprend d’autant plus que la CNIL avait, dans un avis paru au Journal officiel le 16 juin, énoncé quelques réserves à ce texte.

#### Les réactions du monde associatif et syndical
De nombreuses associations LGBT, des Droits de l'homme ou des syndicats s'indignent de ce projet. Ainsi, l'Autre Cercle dénonce le « fichage de militants de tout bord ». L'association AIDES pense que « le fichage de ces informations est extrêmement dangereux notamment dans un contexte où une politique de sécurité digne de ce nom en matière de données informatisées est loin d’être atteinte ».

#### L'action de FLAG!
Au lendemain de l'article de Têtu (10 juillet 2011), FLAG!, dans un article de ce même journal, réagit vivement contre ce nouveau logiciel et dénonce, par la voix de Jérôme Vicart, son président « l'association française de policiers gays et lesbiens, « exige » l'arrêt de l'utilisation de ce logiciel ». L'association parle de « dérive » et « dénonce un nouveau fichier à caractère nominatif qui porte atteinte aux libertés fondamentales dans notre pays. Ce fichier nous rappelle évidemment Ardoise, mais il est peut-être encore plus dangereux, puisqu'il va permettre le fichage de citoyens dès l'âge de 13 ans sur la base unique de soupçons ». Le président de l'association souhaite que « le ministère de l'Intérieur explique en quoi l'orientation sexuelle et l'état de santé de certains français les rendent potentiellement dangereux pour la société »
Dans le magazine E-llico, FLAG! déclare que « l'air du soupçon et de la dérive approche ». L'association s'interroge sur « l'utilité de collecter certains renseignements (état de santé, vie sexuelle....) qui ne rendent pas ou pas plus une personne potentiellement dangereuse ».
À l'instar de 1 169 autres organisations, FLAG! signe le 1er appel contre le fichier EDVIGE.

#### Position de l’administration
Pour la Police nationale et son directeur général, Frédéric Péchenard, le logiciel est un outil rudimentaire. Il précise qu’il s’agit d’un « fichier d'indexation qui se borne à indiquer où se trouve tel ou tel dossier ».
Gérard Gachet, porte-parole du ministère de l'Intérieur, affirme, lui, « qu'il n'y aura ni fichage d'homosexuels, ni de séropositifs, ni de malades dans le fichier Edvige. Ce sont des données totalement privées et rigoureusement protégées par la loi informatique et liberté »

#### Positions syndicales
Les réactions syndicales sont plutôt favorable au logiciel et d’aucun considère cette polémique comme purement politicienne comme l’explique le secrétaire national du SNOP, syndicat d'officiers de police, David Barras qui déclare « d'une polémique politicienne qui a touché le rôle et les missions des services de renseignement, et au-delà toute l'institution policière ».
Le second syndicat d’officier, Synergie, tente une position plus modérée en indiquant dans une interview au Figaro qu’Edvige est « un outil adapté à la demande de renseignements des gouvernements de gauche comme de droite (...) Un outil moderne et transparent, techniquement bien adapté à ce qu'on nous demande ».
Le syndicat UNSA Police rappelle[réf. nécessaire] qu'il avait exprimé en son temps et « sans ambigüité des interrogations et des réserves sur le fichier « ARDOISE » mais constate avec satisfaction l’ouverture du dialogue prôné par Madame Le Ministre de l’Intérieur sur la mise en place du fichier EDVIGE ». Pour autant, le syndicat n'exprime pas de position claire appelant simplement « les intervenants à un pragmatisme de bon sens dans le but de préserver l’essentiel : l’efficacité de la police nationale dans le respect des droits fondamentaux de chaque citoyen. »

#### Edvige devient EDVIRSP
Face à la controverse autour du fichier EDVIGE et le recueil, dans une pétition exigeant l'abandon du fichier, de plus de 130 000 signatures individuelles et de 800 provenant d'organisations associatives, syndicales ou politiques,, et conformément aux promesses faites entre autres à FLAG!, le décret instituant le fichier EDVIGE est abrogé le 20 novembre 2008 par un nouveau décret paru au Journal officiel.
Un nouveau logiciel fait jour au nom de EDVIRSP (Exploitation documentaire et valorisation de l'information relative à la sécurité publique) mais peine de nouveau à convaincre malgré la suppression d’informations liées à la vie sexuelle et la santé des personnes.

### L'application de signalement géolocalisé
L’association lance en avril 2020 une application mobile de signalement d’actes LGBTphobes avec le soutien notamment de la Dilcrah, et marrainée par Marlène Schiappa alors secrétaire d’État chargé de l’égalité entre les femmes et les hommes et de la lutte contre les discriminations), de la Ville de Paris, de la Ville de Bordeaux, de la Ville de Lyon . L'objectif est en particulier d'obtenir le plus de signalements possibles pour mettre en évidence la « réalité » de la LGBTphobie en France. Selon l'association l'application permet d'obtenir « une cartographie précise qui facilitera par la suite le développement de politiques publiques et d’actions ciblées en faveur de la lutte contre ces violences », qui évoque les techniques de profilage de la délinquance.

### Les marches des Fiertés

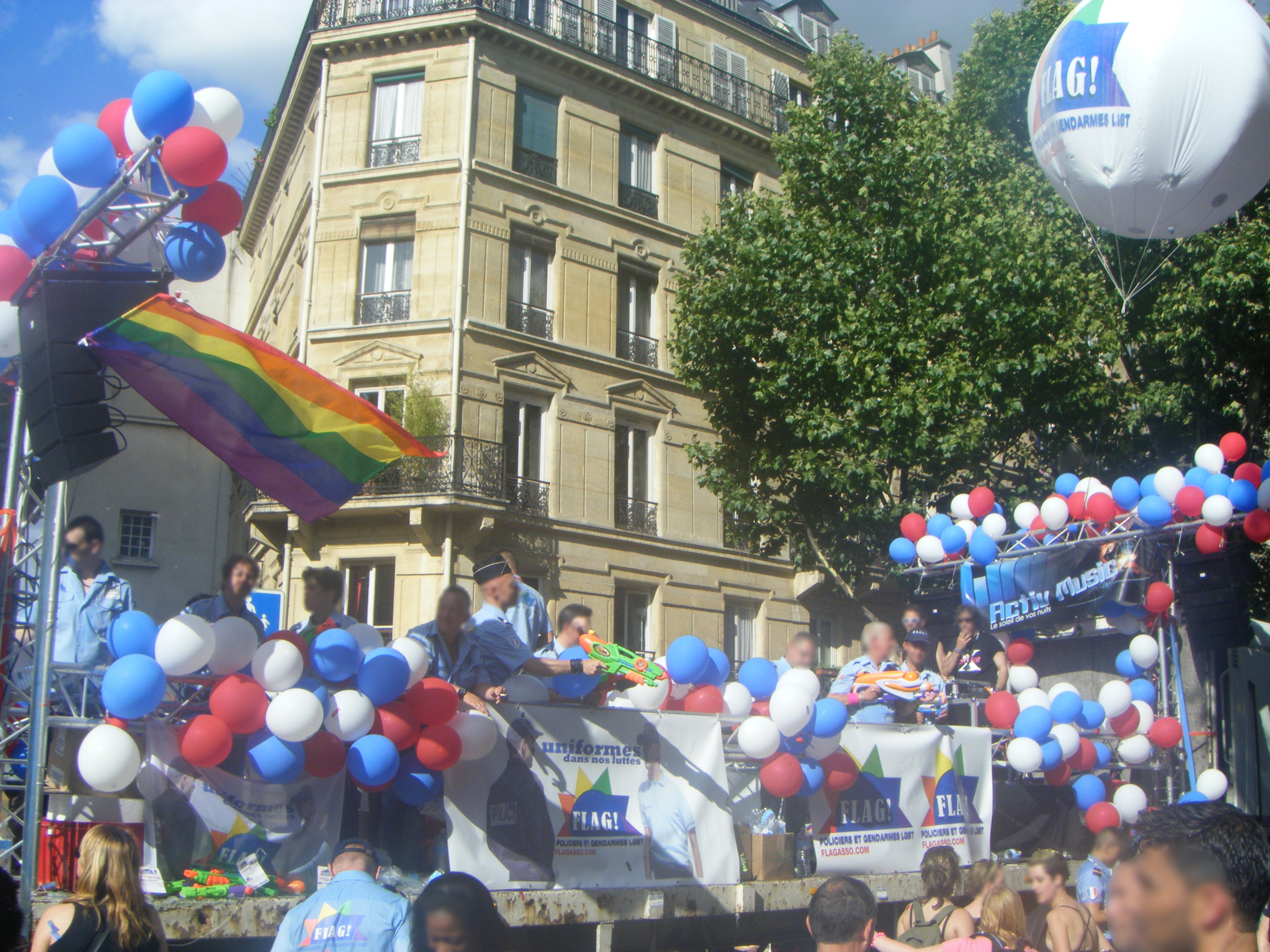
FLAG! à la Marche des Fiertés de Paris 2011

FLAG! participe depuis juin 2002 à toutes les Marche des fiertés de Paris. En 2002, pour inaugurer son arrivée sur la scène associative et pour répondre à sa demande de disposer d'un véhicule de la Police nationale pour défiler à la marche des fiertés de Paris, l'association défile avec une voiture de police américaine. Depuis, elle défile avec un char tous les ans.
En 2005, FLAG! participe à plusieurs Marches des fiertés en province comme celle de Toulouse en partenariat avec Comin-G et Homoboulot, collectif dont elle est encore membre.
En 2008, comme tous les ans, FLAG! participe à plusieurs Marches des fiertés dont la marche des Fiertés de Paris.
En 2011, comme les années précédentes, FLAG! participe au défilé de la marche des fiertés de Paris répondant ainsi au mot d'ordre lancé par l'inter-lgbt dont FLAG! est adhérent : « Pour l’égalité : en 2011 je marche, en 2012 je vote ». Cette marche est l'occasion pour les adhérents de témoigner que les comportements et les mentalités changent.

### Mobilisations pour l'égalité des droits
À l'instar des autres associations LGBT, FLAG! participe aux différentes mobilisations en faveur du mariage pour tous, de l'adoption, de la PMA, de la filiation pour les familles homoparentales. Elle intègre le collectif Agissons pour l’égalité regroupant associations LGBT, généralistes ou encore des partis politiques[réf. nécessaire].

### Homoparentalité et droits sociaux
En octobre 2012, à l'occasion de son assemblée générale, FLAG! obtient une avancée en termes d'égalité des droits après l'annonce par le ministère de l'intérieur d'autoriser les familles homoparentales à bénéficier dans la Police nationale et la Gendarmerie nationale des avantages sociaux liés à la parentalité (congé naissance, garde enfant malade). Une annonce qui répondait à la dénonciation par FLAG! du refus d'accorder à une fonctionnaire de police trois jours de congés naissance « alors que ce congé est régulièrement attribué à tous les couples hétérosexuels comme homosexuels dans les différents commissariats de France »,,.

## Sociologie
Les membres du syndicat sont plutôt des employés de bureau en bas de l'échelle hiérarchique. Dans les postes hauts gradés et dans les unités où l'usage direct de la force fait davantage partie de la culture professionnelle, les attentes de masculinité pourraient dissuader d'adhérer à un syndicat LGBT.

### Documentaires
- Cécile Patingre, Bellota Films « Cour d'honneur : Coming Out dans la police », diffusé sur Public Sénat en 2020 [142] et Canal+ en 2022.